# Epicrisias eschara
Epicrisias eschara är en fjärilsart som beskrevs av Dyar 1912. Epicrisias eschara ingår i släktet Epicrisias och familjen björnspinnare. Inga underarter finns listade i Catalogue of Life.